# Stark (Unheilig-Lied)
Stark ist ein Lied der deutschen Band Unheilig. Es wurde als Single aus deren siebten Studioalbum Lichter der Stadt – Winter Edition vorab ausgekoppelt. Die Single wurde erstmals am 16. November 2012 in Deutschland, der Schweiz und Österreich veröffentlicht. Das Video wurde bereits am 9. November 2012 vorab veröffentlicht.
Das Lied ist eine Neufassung des Songs Stark aus dem 2001 veröffentlichten Debütalbum Phosphor. Universal bewirbt den Song als „einen der emotionalsten Songs, die der Graf je geschrieben hat“.

## Chartplatzierungen
| ChartsChartplatzierungen | Höchstplatzierung | Wochen |
| ------------------------ | ----------------- | ------ |
| Deutschland (GfK)        | 23 (5 Wo.)        | 5      |
| Österreich (Ö3)          | 49 (1 Wo.)        | 1      |